# Скунда новогвінейська
Скунда новогвінейська (Grallina bruijnii) — вид горобцеподібних птахів родини монархових (Monarchidae). Ендемік Нової Гвінеї.

## Поширення і екологія
Новогвінейські скунди живуть на берегах швидких гірських струмків в горах Нової Гвінеї.